# J-Stars Victory Vs
J-Stars Victory Vs (Jスターズ　ビクトリーバーサス, Jē Sutāzu Bikutorī Bāsasu) é um jogo de luta que comemora os 45 anos da revista Weekly Shonen Jump. No anúncio do jogo em 2012, era chamado de "Project Versus J" e os únicos personagens anunciados eram os protagonistas das séries do especial de Tv "Dream 9" que eram Monkey D. Luffy , Son Goku e Toriko. Em Dezembro, uma votação foi iniciada para que os fãs decidissem quais personagens eles queriam no jogo. Naruto Uzumaki foi adicionado a lista de personagens jogáveis em março de 2013.
Inicialmente lançado somente no Japão em 19 de Março de 2014, o jogo chegou ocidente em 30 de Junho de 2015, com o nome de J-Stars Victory VS+, com a inclusão do modo Arcade. Para a versão ocidental, foi anunciado também uma versão melhorada para o PlayStation 4, além de legendas em português, também houve a adição de novos personagens.